# 乐器博物馆 (米兰)
乐器博物馆（意大利语：Civico Museo degli Strumenti Musicali）of 米兰 展出从十五到二十世纪的700多种乐器，尤其关注伦巴第乐器。收藏品包括弹拨乐器、伦巴第和克雷莫纳的小提琴,狩猎号角,众多木质乐器（例如长笛、双簧管、单簧管、英国管、低音管、钢琴和一些古老的管风琴.特别是克雷莫纳弦樂器製作師（来自伦巴第的克雷莫纳）因其乐器的高品质而受到全世界的赞赏。博物馆还展示了原米兰广播电台音乐工作室的设备。
2000年，安东尼奥·蒙齐诺基金会（Fondazione Antonio Monzino）捐赠了18到20世纪之间制造的79种乐器；它们曾经是蒙齐诺家族的收藏。这些乐器代表了伦巴底舞蹈的悠久传统。
博物馆坐落的斯福尔扎城堡建筑群内，还设有古代艺术博物馆、斯福尔扎城堡画廊,应用艺术博物馆和埃及博物馆（包含米兰考古博物馆的史前部分）。

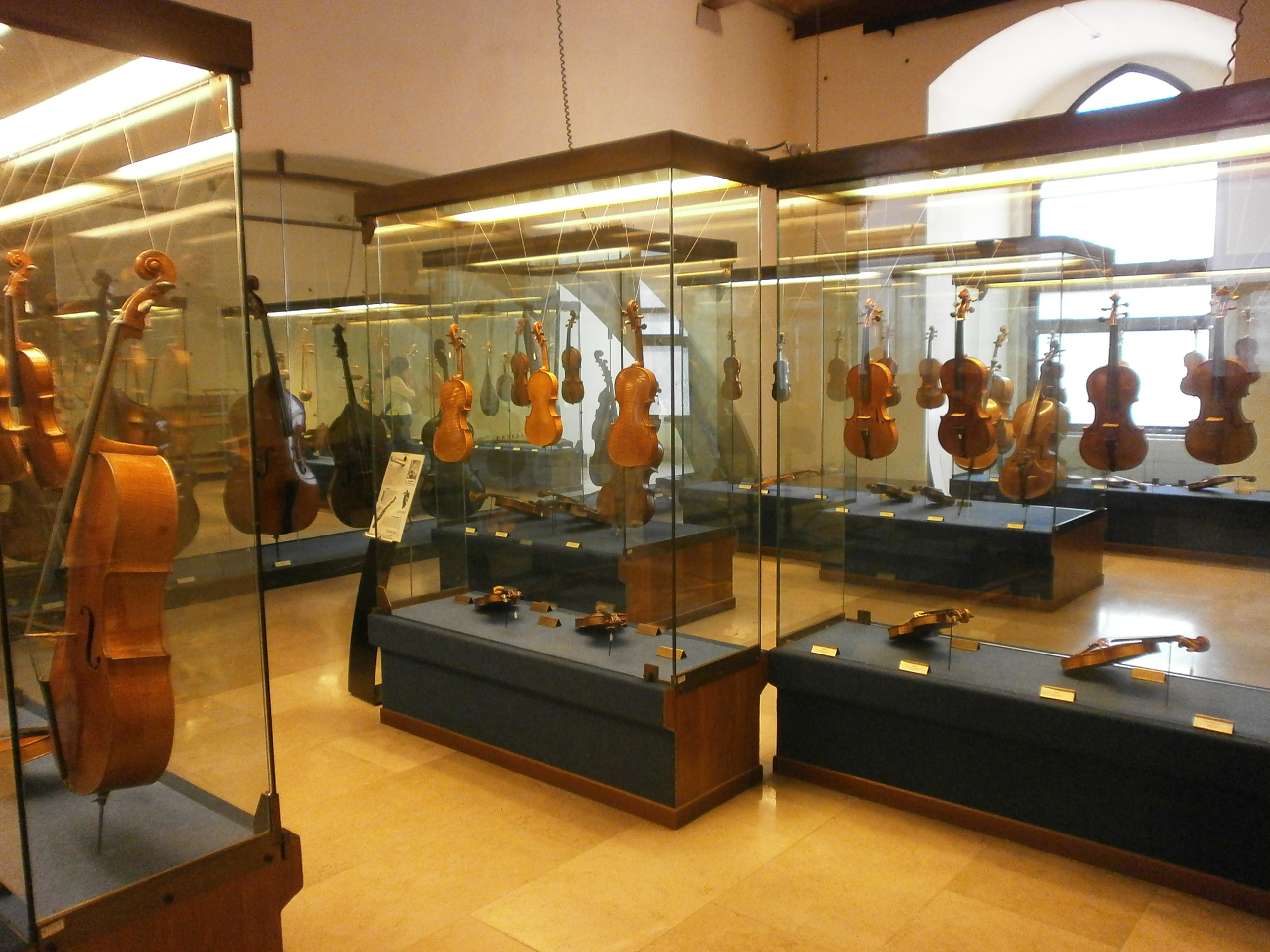
博物馆的房间
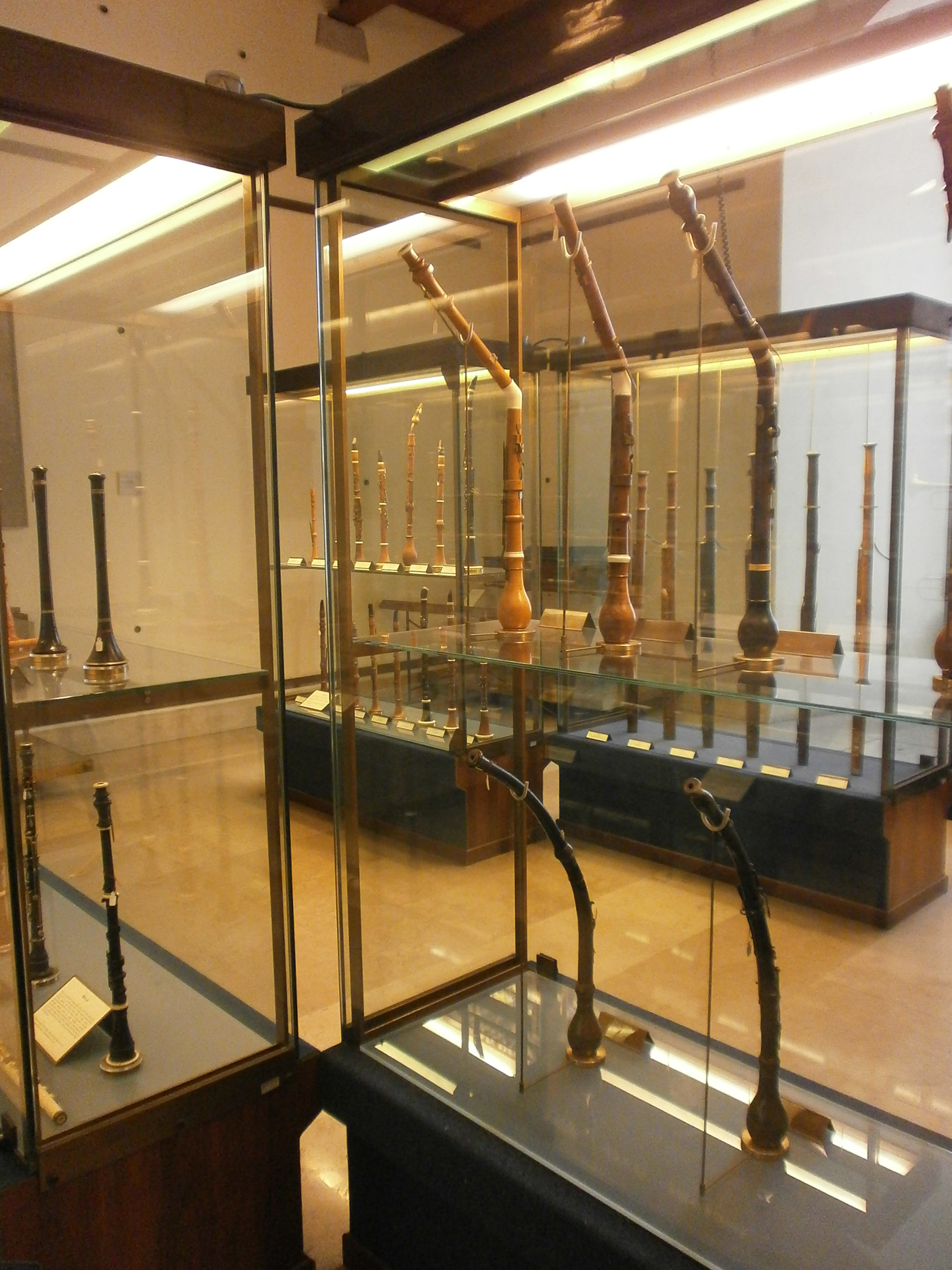
管乐器大厅
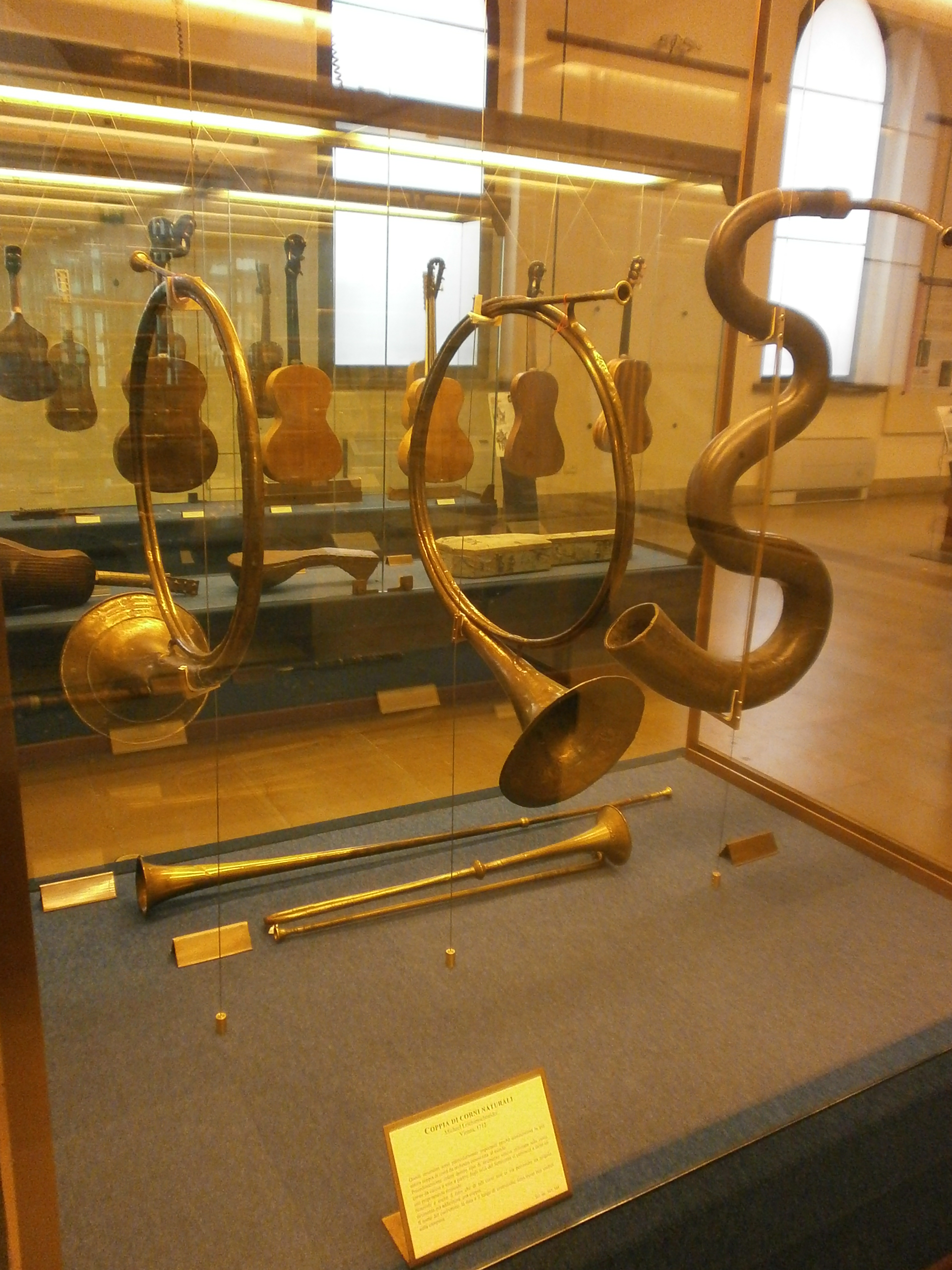
号，迈克尔·莱卡姆施耐德,维也纳1712
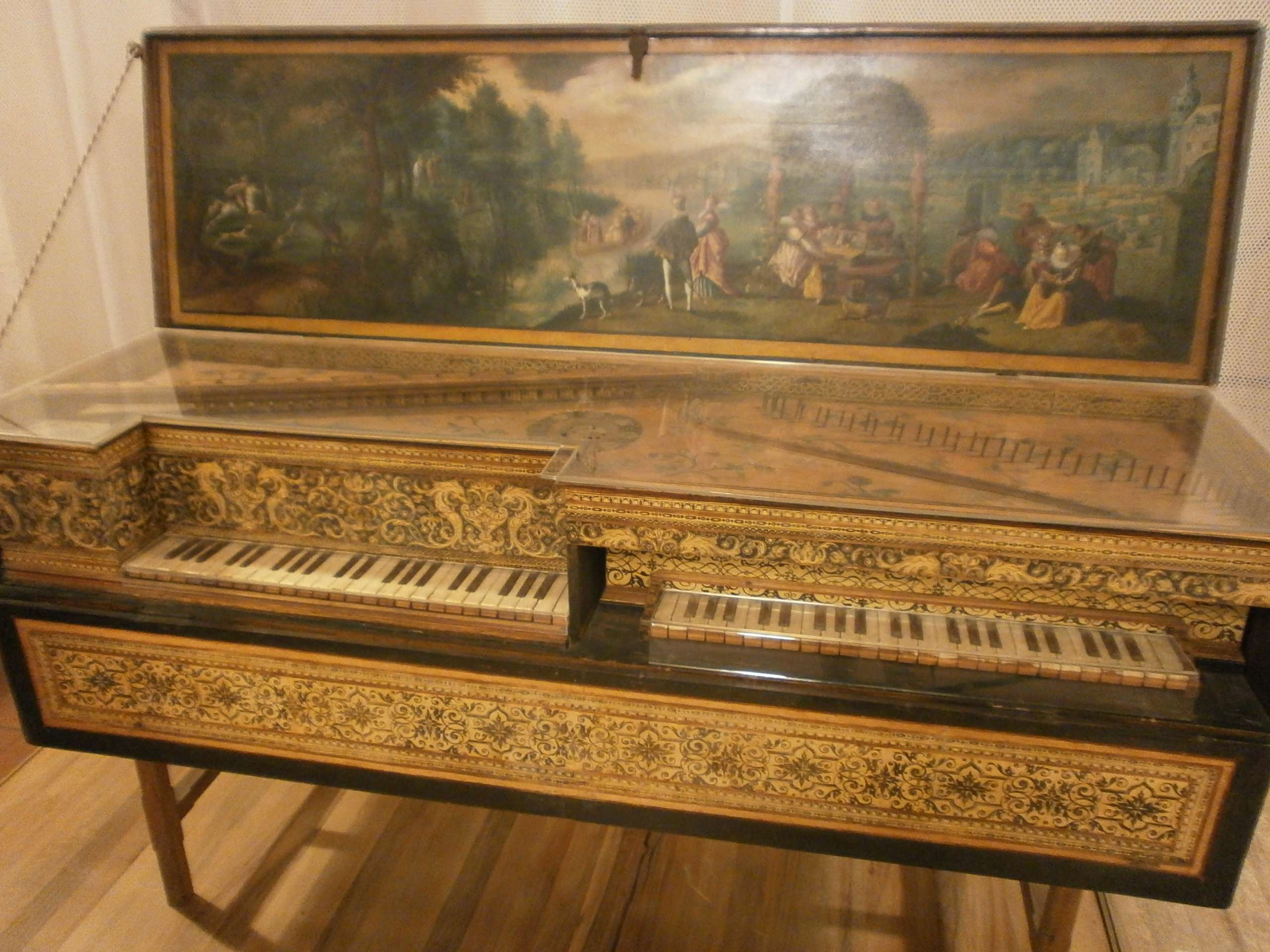
处女，约安·莱克斯，安特卫普 1600
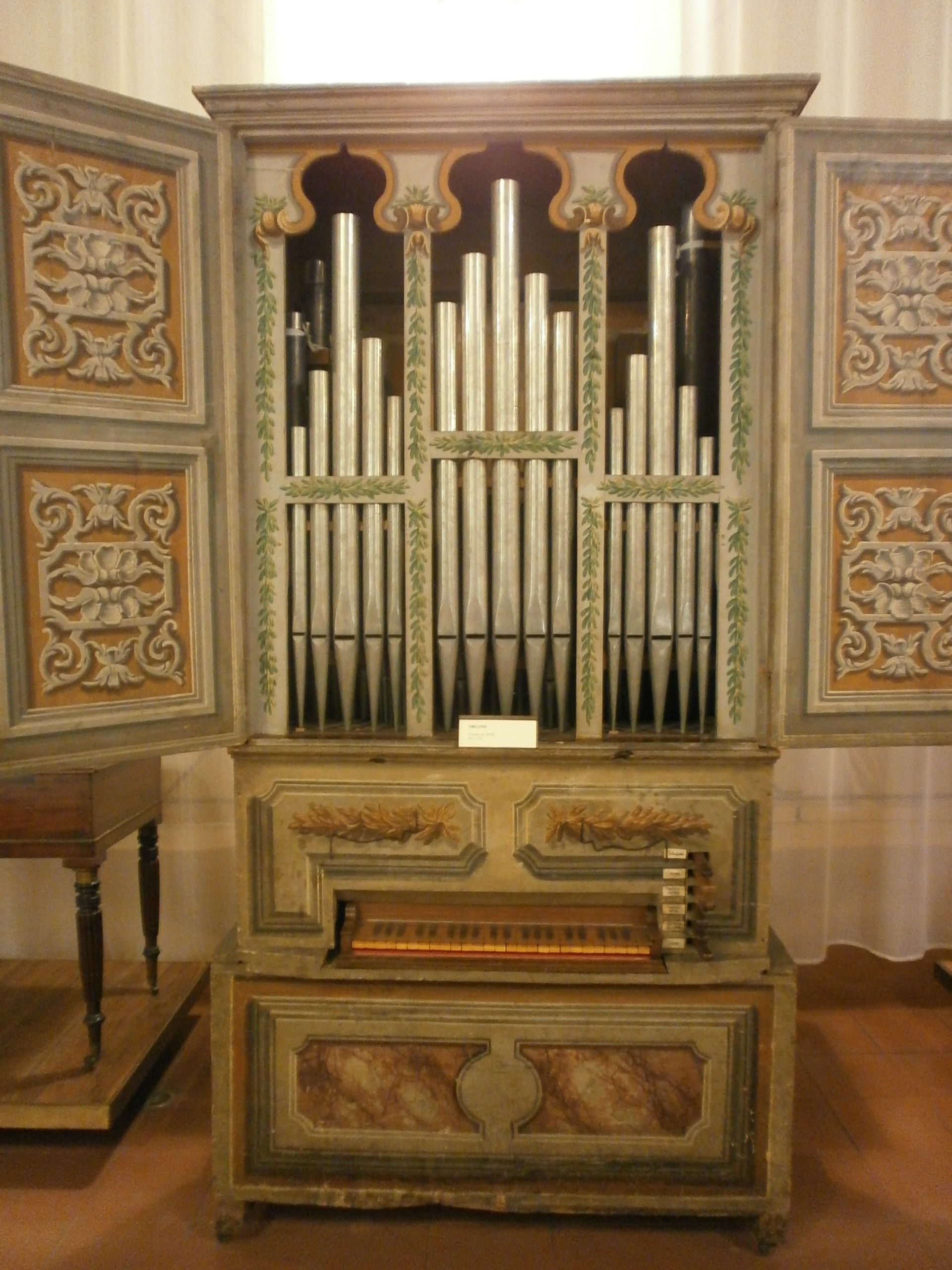
管风琴，托斯卡纳，十八
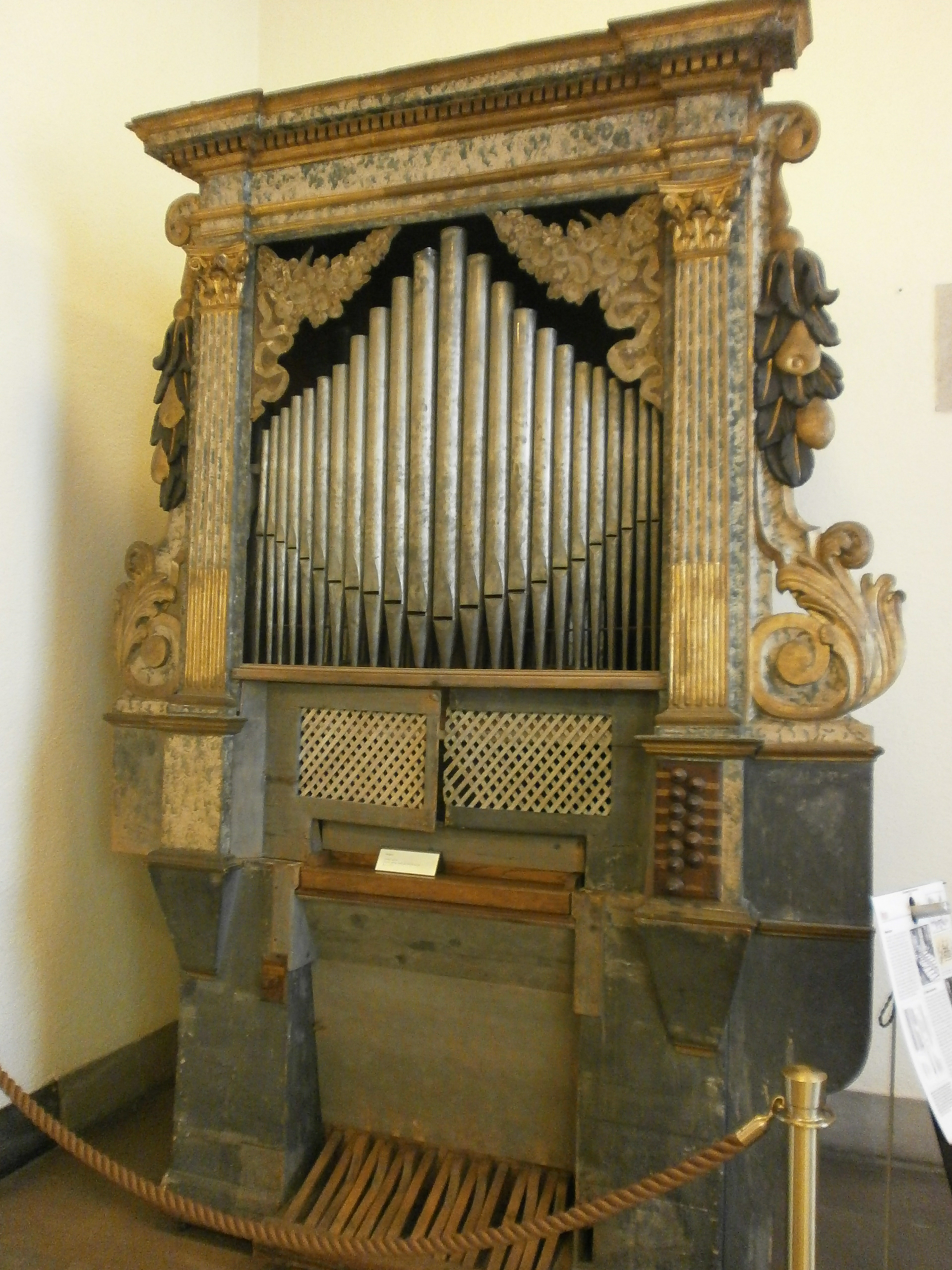
管风琴，艾米利亚，十八
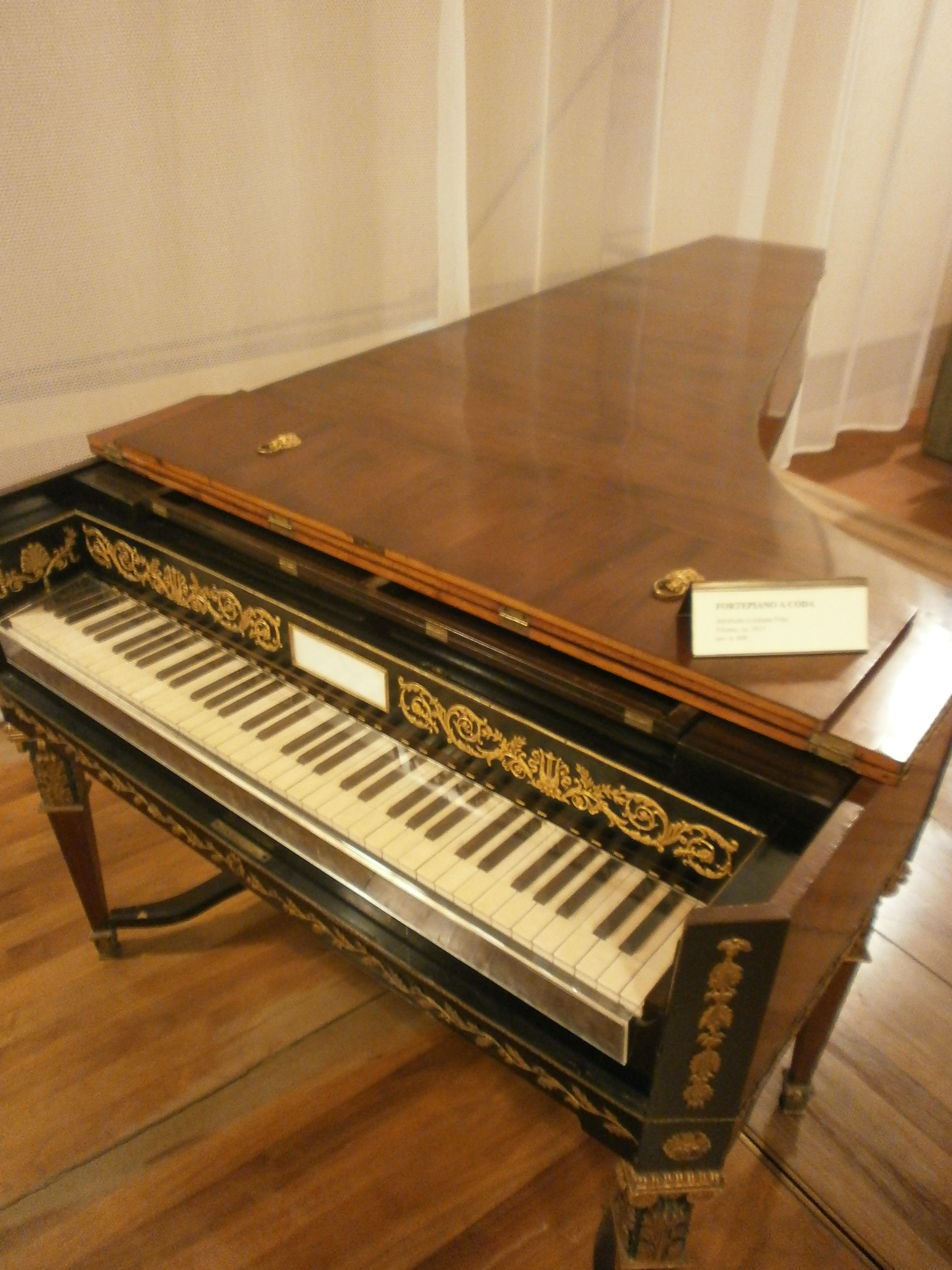
钢琴约翰·弗里茨，维也纳1815
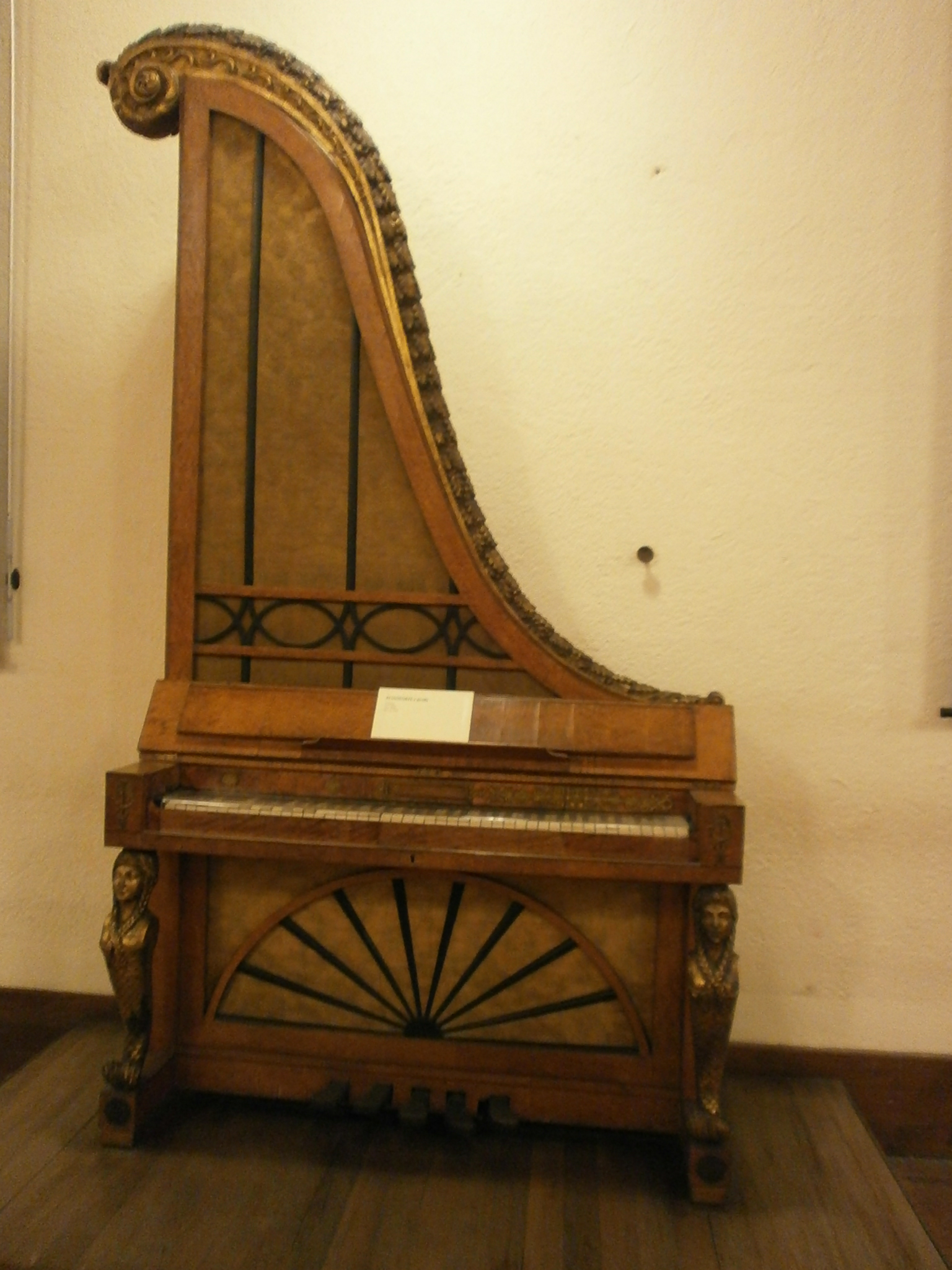
长颈鹿钢琴，维也纳，十九世纪
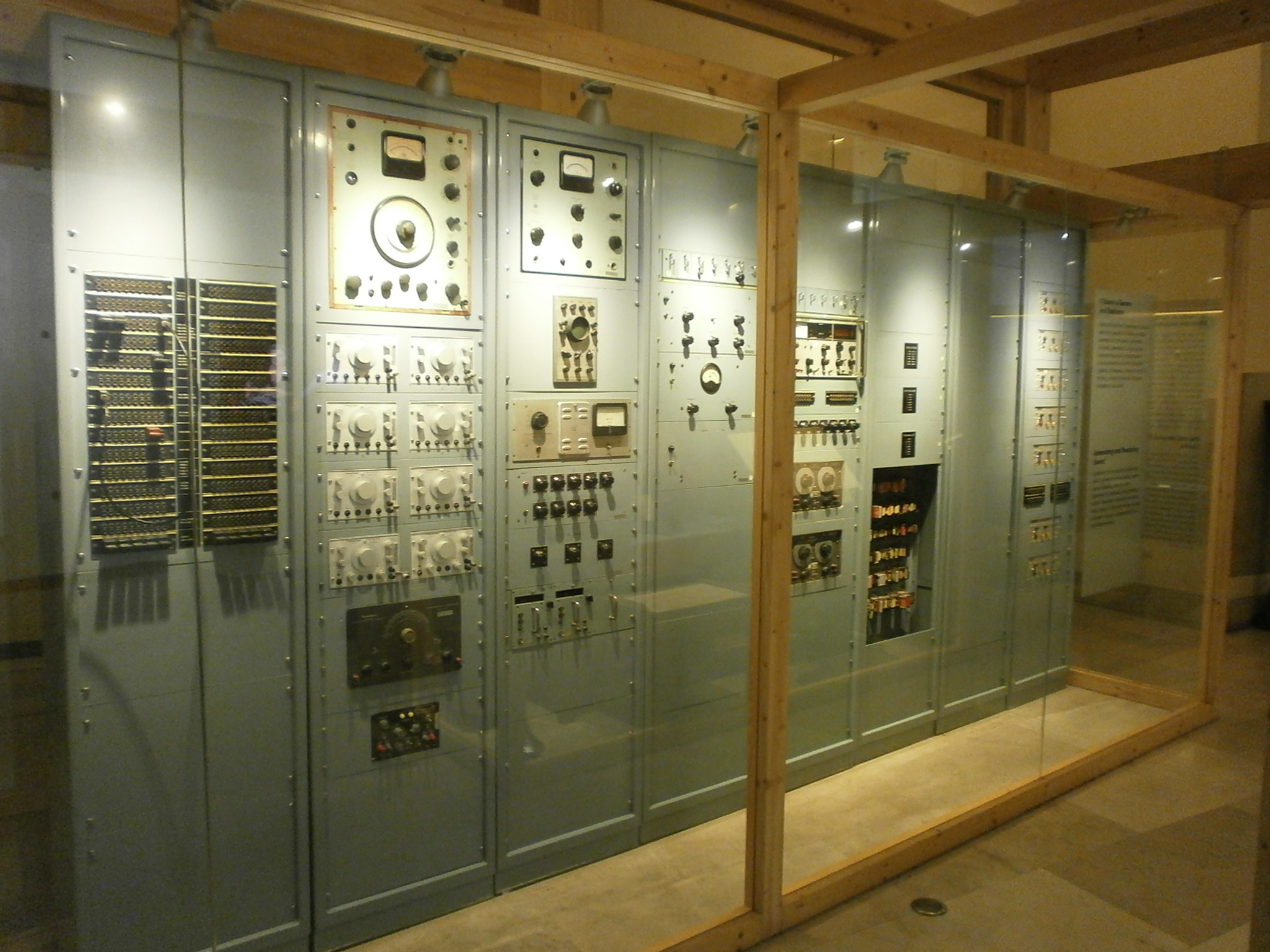
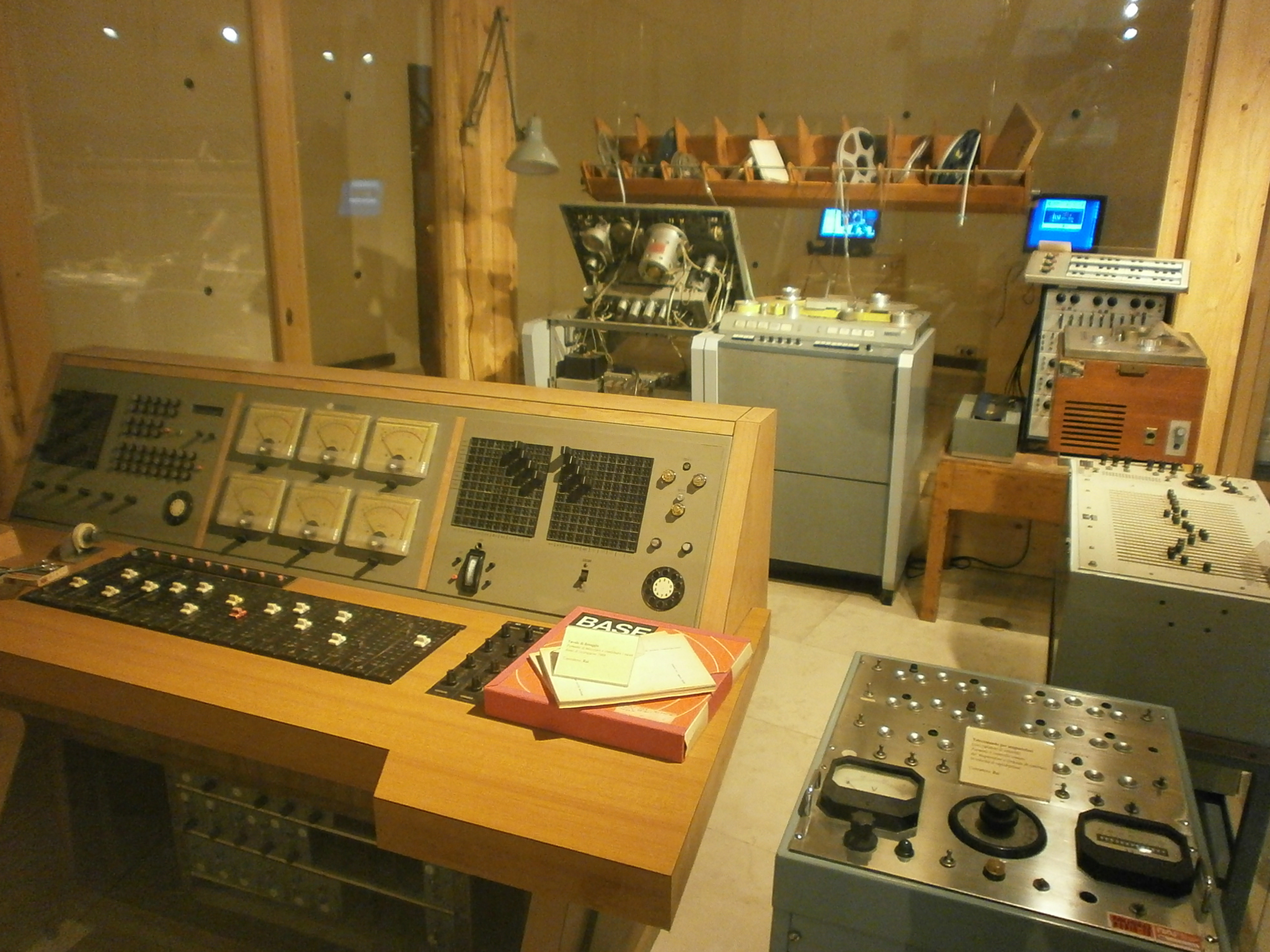